# 蒙特婁奧林匹克體育場
位於加拿大魁北克蒙特婁的奧林匹克體育場（法語：Stade olympique，英語：Olympic Stadium）是1976年夏季奧林匹克運動會的主場館，可容納5萬6040人。也曾經是職棒大聯盟球隊蒙特婁博覽會隊（Montreal Expos，2004年後遷往美國華盛頓）的主場。擁有一座高175公尺的高塔，為世界上最高的傾斜建築物。

## 外部連結
维基共享资源上的相關多媒體資源：蒙特婁奧林匹克體育場
- Ballpark Digest visit to Olympic Stadium
- Ballparks.com （页面存档备份，存于）
- Football Ballparks.com （页面存档备份，存于）
- Baseball Reference （页面存档备份，存于）
- Baseball Library
- Régie des installations olympiques (Government of Quebec)
- Google maps （页面存档备份，存于）
- Olympic Stadium datasheet on Images Montreal （页面存档备份，存于）